# La Poursuite
La Poursuite est la huitième histoire de la série Gil Jourdan de Maurice Tillieux. Elle est publiée pour la première fois dans le  no 1316 du journal Spirou. Puis est publiée dans l'album Pâtée explosive en 1971.

## Publication

### Revues
Les planches de La Poursuite furent publiées dans l'hebdomadaire Spirou le 4 juillet 1963 (n°1316).

### Album
La Poursuite fut intégrée à l'album Pâtée explosive,  publié aux Éditions Dupuis en 1971 (dépôt légal 01/1971). On retrouve cette histoire dans Premières aventures, le tome 1 de la série Tout Gil Jourdan (Dupuis - 1985), ainsi que dans le tome 2 de la série Gil Jourdan - L'intégrale (Dupuis - 2009).